# 만사프
만사프(아랍어: مَنْسَف)는 요르단과 팔레스타인을 비롯한 레반트·아라비아반도 지역의 양고기 요리이다. 베두인의 향토 음식이며, 요르단의 국민 음식 가운데 하나로 여겨진다.

## 이름
아랍어 "만사프(مَنْسَف)"는 "쟁반"이라는 뜻이다.

## 만들기
데쳐서 씻은 양고기를 카다멈 등 향신료를 넣어 삶은 다음, 국물에서 건져 자미드로 만든 밑국물에 넣어 익힌다. 쌀밥은 강황과 고기 삶은 물을 넣어 짓는다. 큰 쟁반에 슈라크(얇은 납작빵)를 깔고, 자미드 소스를 부어 적신 다음 쌀밥(또는 익힌 부르굴)을 올리고, 그 위에 양고기를 올린다. 껍질 벗겨 기름에 튀긴 아몬드나 잣, 다진 파슬리 등을 고명으로 얹어 낸다. 먹을 때는 만사프에 자미드 소스를 끼얹은 다음, 손으로 고기와 쌀밥을 쥐어 한입 크기로 뭉쳐 먹는다.

## 같이 보기
- 요르단 요리